# Holmens vattenkraftverk
Holmens vattenkraftverk är ett vattenkraftverk i Motala ström, i centrum av Norrköping. Kraftverket invigdes 1991 och ersatte då flera äldre kraftverk, inklusive Drags kraftstation.
Kraftverket har en fallhöjd på 18 meter. Effekten på verket är 24 MW och årlig energiproduktion cirka 112 GWh. Det senare gör kraftverket till det största i Sverige söder om Vänern och Göta älv.
Genom Holmens kraftverk leds vattnet underjordisk, via en tunnel som är 850 meter lång. Resterande mängd vatten i Motala ström driver fortsatt två av de gamla kraftverken.